# Жепліно
Жепліно (пол. Rzeplino) — село в Польщі, у гміні Долиці Старгардського повіту Західнопоморського воєводства.
Населення — 643 особи (2011).
У 1975-1998 роках село належало до Щецинського воєводства.

## Демографія
Демографічна структура станом на 31 березня 2011 року:
|          | Загалом | Допрацездатний вік | Працездатний вік | Постпрацездатний вік |
| -------- | ------- | ------------------ | ---------------- | -------------------- |
| Чоловіки | 315     | 74                 | 221              | 20                   |
| Жінки    | 328     | 80                 | 194              | 54                   |
| Разом    | 643     | 154                | 415              | 74                   |